# Anne Clausdatter

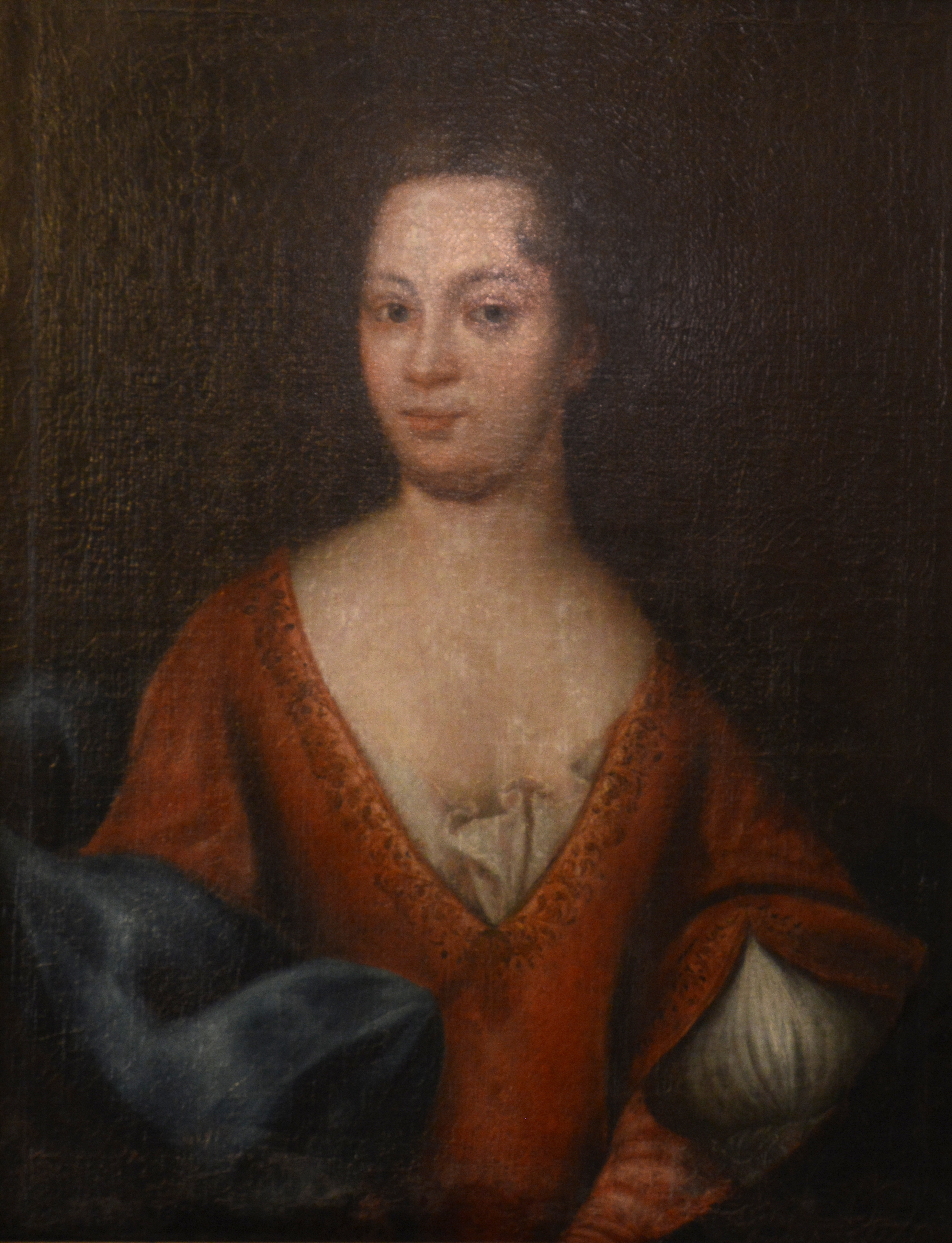
Maleri av Anne Clausdatter på Borgestad gård (Foto: Cecilie Authen, Telemark Museum)

Anne Clausdatter, även känd som Anne Arnold, född 1659 i Skien, död 1713 på Borgestad gård, var en norsk företagsledare. Hon är förebilden för visan Stolt Anne av  Hans Paus. 
Hon var dotter till lagmannen, sågbruksägaren och godsägaren Claus Andersen (1624–1681), som räknades som sin tids rikaste man i Norge och Anne Christensdatter. Hon gifte sig två gånger, först med Stig Andersen Tønsberg (död 1690) och sedan med generalmajor Johan Arnold (död 1709). Hon skötte trelasthandeln och stora skogs- och jordegendomar under makens frånvaro. 